# Danaé Michaux Maimone

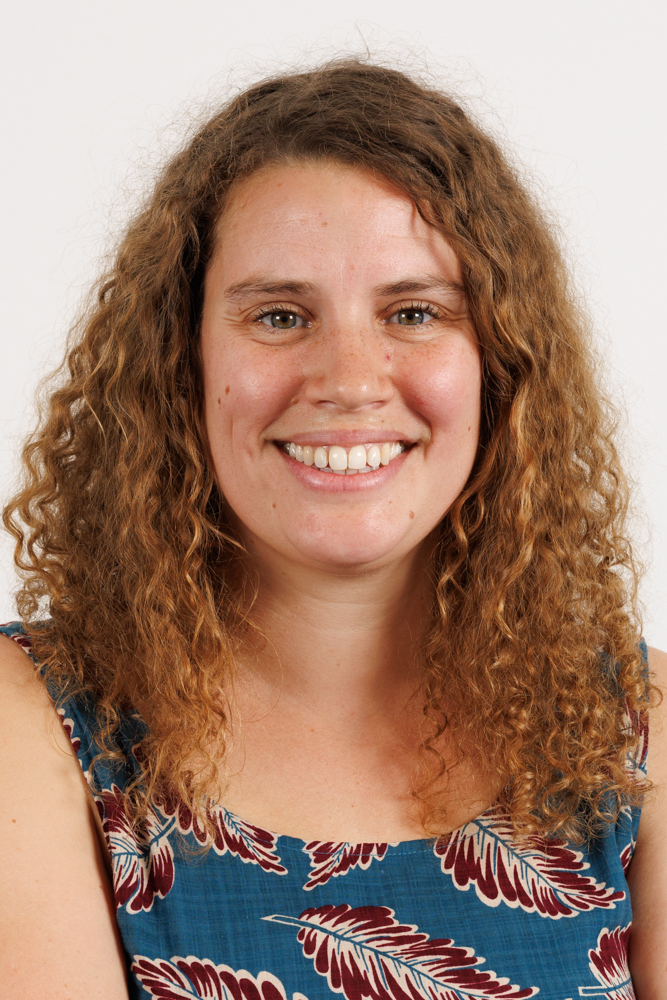
Danaé Michaux Maimone

Danaé Michaux Maimone (Brussel, 7 juli 1986) is een Belgisch politica voor de marxistische partij PVDA-PTB.

## Biografie
Michaux Maimone ging aan de slag in de grootdistributie en werkte negen jaar lang als magazijnier-verkoper in een filiaal van de supermarktketen Colruyt in Brussel. Ze werd er vakbondsafgevaardigde voor de christelijke vakbond CSC. 
Als syndicaal militant wierp Michaux Maimone zich in de sociale strijd en nam ze deel aan demonstraties tegen de indexsprong en de verhoging van de pensioenleeftijd naar 67 jaar, alsook voor de afschaffing van de loonnormwet.
Ze werd politiek actief voor de PVDA-PTB en werd voor deze partij bij de Brusselse gewestverkiezingen van juni 2024 verkozen in het Brussels Hoofdstedelijk Parlement. Michaux Maimone werd er ondervoorzitter van de commissie Mobiliteit en lid van de commissie Leefmilieu en Energie. 
Op lokaal politiek niveau is zij sinds december 2024 gemeenteraadslid van Sint-Gillis.